# Нас не догонят
«Нас не дого́нят» — второй сингл из альбома «200 по встречной» группы «Тату», выпущенный в 2001 году. Авторами песни являются Елена Кипер, Сергей Галоян и Валерий Полиенко. В 2002 году вышла англоязычная версия под названием «Not Gonna Get Us», которая вошла в альбом 200 km/h in the Wrong Lane.

## Производство
Песня является продолжением композиции «Я сошла с ума». Во время записи Юля Волкова сорвала голос. Для записи бэк-вокала «Нас не догонят» (похожего на крики болельщиков с трибун стадиона) Лена Катина привела в студию своих одноклассников.
На запись композиции было затрачено около 120 студийных часов, а сведение композиции велось целую неделю.

## Видеоклип
Видеоклип вышел в один день с альбомом, 21 мая 2001 года. В видеоклипе на песню персонажи Юли Волковой и Лены Катиной, будучи представленными в образе заключённых, сбегают, угоняя грузовик (топливозаправщик на базе КрАЗ-258 с прицепом ТЗ-22), и сбивают дорожного рабочего, которого играл Иван Шаповалов. Участниц группы во время съёмок дублировали каскадёры Варвара Никитина и Анастасия Иванова. По словам Никитиной, съёмки проходили при температуре −20 °С, при этом бензовоз двигался без водителя с помощью тягача.

## Отзывы
В 2010 году журнал «Афиша» включил композицию в список «100 песен 2000-х», охарактеризовав «Нас не догонят» как «истерический подростковый драм-н-бейс» и назвав трек «главным успехом русской музыки в мировом масштабе».

## Награды
- Золотой Граммофон (2001)